# カリーヌ・デエ
カリーヌ・デエ（Karine Deshayes, 1972年1月25日 - ）は、フランスのメゾソプラノ歌手。
ソルボンヌ大学で学んだ後、パリ音楽院で声楽を専攻。2006年、『ファウスト』のシベールでメトロポリタン・オペラにデビュー。フランスの劇場を中心に活躍している。まろやかな温かみのある声が特徴。

## オペラの役
| 役名                 | 作品名                       | 作曲家           |
| -------------------- | ---------------------------- | ---------------- |
| ケルビーノ           | フィガロの結婚               | モーツァルト     |
| ドラベッラ           | コジ・ファン・トゥッテ       | モーツァルト     |
| ドンナ・エルヴィーラ | ドン・ジョヴァンニ           | モーツァルト     |
| ロジーナ             | セヴィリアの理髪師           | ロッシーニ       |
| チェネレントラ       | チェネレントラ               | ロッシーニ       |
| アルミーダ           | アルミーダ                   | ロッシーニ       |
| イゾリエ             | オリー伯爵                   | ロッシーニ       |
| セミラーミデ         | セミラーミデ                 | ロッシーニ       |
| デズデモナ           | オテロ                       | ロッシーニ       |
| エリザベッタ         | マリア・ストゥアルダ         | ドニゼッティ     |
| アダルジ−ザ          | ノルマ                       | ベッリーニ       |
| ロメオ               | カプレーティとモンテッキ     | ベッリーニ       |
| フェネーナ           | ナブッコ                     | ヴェルディ       |
| カルメン             | カルメン                     | ビゼー           |
| メルセデス           | カルメン                     | ビゼー           |
| シベール             | ファウスト                   | グノー           |
| ステファノ           | ロメオとジュリエット         | グノー           |
| サバの女王           | サバの女王                   | グノー           |
| サンドリヨン         | サンドリヨン                 | マスネ           |
| シャルロット         | ウェルテル                   | マスネ           |
| アニタ               | ナヴァラの娘                 | マスネ           |
| ニクラウス           | ホフマン物語                 | オッフェンバック |
| エレーヌ             | 美しきエレーヌ               | オッフェンバック |
| マルグリート         | ファウストの劫罰             | ベルリオーズ     |
| ディド               | トロイアの人々               | ベルリオーズ     |
| ベアトリス           | ベアトリスとベネディクト     | ベルリオーズ     |
| ユルバン             | ユグノー教徒                 | マイアベーア     |
| サントゥッツァ       | カヴァレリア・ルスティカーナ | マスカーニ       |
| マリー修道女長       | カルメル会修道女の対話       | プーランク       |

## ディスコグラフィー
- Cantates romantiques françaises （オペラFuoco / 2013)
- Nuit obscure 、Karol Beffa (Aparte / 2015)